# Amphiuma pholeter
Amphiuma pholeter é um anfíbio caudado da família Amphiumidae endémica dos Estados Unidos da América.